# Římskokatolická farnost Kostomlaty pod Milešovkou
Římskokatolická farnost Kostomlaty pod Milešovkou (lat. Kostenblata) je církevní správní jednotka sdružující římské katolíky na území obce Kostomlaty pod Milešovkou a v jejím okolí. Organizačně spadá do teplického vikariátu, který je jedním z 10 vikariátů litoměřické diecéze.

## Historie farnosti
Již v roce 1352 byla v místě plebánie. Matriky jsou vedeny od roku 1664. Od roku 1724 zde byla administratura a od roku 1765 byla kanonicky zřízena farnost.

### Správcové vedoucí farnost
Začátek působnosti jmenovaného v duchovní správě farnosti od:
- 1724   Josephus Anton. Klaus
- 1726   Iacobus Ign. Pátek
- 1728   Josephus Gabriel Besenský
- 1733   Joannes Georg. Marschner
- 1763   Antonius Jos. Reif
- 1769   Joann. Hian, † 21. 1. 1788
- 1788   Jos. Petr Dittrich
- 1789   Jos. Bertl, † 27. 9. 1819
- 1819   Florian. Marian, n. 2. 3. 1778 Sulloditcens., o. 2. 1. 1807
- 1838   Vinc. Schlein, n. 18. 11. 1803 Leitmeritz, o. 4. 9. 1827, † 15. 1. 1878
- 1856   Laurent. Krogner, n. 10. 8. 1801 Schiesglokens., o. 23. 8. 1825, † 28. 9. 1868
- 1869   Anton. Swoboda, n. 3. 1. 1828 Žalany, o. 25. 7. 1854, † 15. 8. 1888
- 1879   Richard. Rosenkranz, n. 31. 10. 1845 Lukawetz, o. 21. 7. 1872, † 25. 4. 1906
- 1906   Ferd. Weber, n. 25. 12. 1869 D. Kralupp, o. 2. 7. 1893, † 24. 12. 1944
- 1930   par. vacat, admin. exc. Franc. Köckert
- 1. 7. 1931  Adolph. Bothe, n. 28. 7. 1898 Voitsdorf, o. 30. 7. 1922, † 16. 6. 1969
- 18. 10. 1946  Arno Linke
- 15. 1. 1953  Emmanuel Kindermann OFM Cap
- 1. 8.  1982 Antonín Audy
- 15. 7. 1990 Petr Němec SDB
- 1. 10. 1993 Miroslav Maňásek SDB
- 1. 11. 1997 Jozef Kujan SDB
- 1. 7. 2006 Václav Čunek SDB, admin. exc. z Teplic, od 1. 9. 2012 admin. exc. in spiritualibus z Teplic
  - 1. 9. 2006 Stanislav Jonášek  SDB, admin. exc. in materialibus z Teplic
- 1. 9. 2012 Jan Blaha SDB, admin. exc. in materialibus z Teplic
- 1. 9. 2017 Tomáš Mareš SDB, admin. exc. in spiritualibus z Teplic
  - 1. 7. 2018 Robert Kotyšan, admin. exc. in materialibus[3]

Kromě kněží stojících v čele farnosti, působili ve farnosti v průběhu její historie i jiní kněží. Většinou pracovali jako farní vikáři, kaplani, katecheté, výpomocní duchovní aj.

## Území farnosti
Do farnosti náleží území obce:
- Černčice (Tscherntschitz)[p 2]
- Hlince (Linschen)[p 2]
- Kostomlaty pod Milešovkou (Kostenblatt)[p 2]

## Římskokatolické sakrální stavby a místa kultu na území farnosti
| | Fotografie | Stavba                       | Místo                     | Bohoslužby                      | Zeměpisné souřadnice             | Status       | Číslo kulturní památky                       |
| Kostel | Kostel     | Kostel                       | Kostel                    | Kostel                          | Kostel                           | Kostel       | Kostel                                       |
| --- | ---------- | ---------------------------- | ------------------------- | ------------------------------- | -------------------------------- | ------------ | -------------------------------------------- |
| 1. |            | Kostel sv. Vavřince          | Kostomlaty pod Milešovkou | bližší informace o bohoslužbách | 50°33′42″ s. š., 13°52′21″ v. d. | farní kostel | 42926/5-2633 (Pk•MIS•Sez•Obr•WD) (Q18564512) |
| Kaple |            |                              |                           |                                 |                                  |              |                                              |
| 2. |            | Kaple Panny Marie Pomocné    | Kostomlaty pod Milešovkou | bližší informace o bohoslužbách | 50°33′31″ s. š., 13°52′39″ v. d. | kaple        | —                                            |
| 3. |            | Kaple Navštívení Panny Marie | Černčice                  | bližší informace o bohoslužbách | 50°33′44″ s. š., 13°54′59″ v. d. | kaple        | —                                            |
| Některé drobné sakrální stavby a pamětihodnosti lze dohledat zde v databázi Drobné sakrální památky Zaniklé sakrální stavby lze dohledat zde v databázi Poškozené a zničené kostely, kaple a synagogy v České republice |            |                              |                           |                                 |                                  |              |                                              |

Ve farnosti se mohou nacházet i další drobné sakrální stavby, místa římskokatolického kultu a pamětihodnosti, které neobsahuje tato tabulka.

## Příslušnost k farnímu obvodu
Z důvodu efektivity duchovní správy byl vytvořen farní obvod (kolatura) farnosti-děkanství Teplice v Čechách, jehož součástí je i farnost Kostomlaty pod Milešovkou, která je tak spravována excurrendo.